# Mount Washington (Washington)

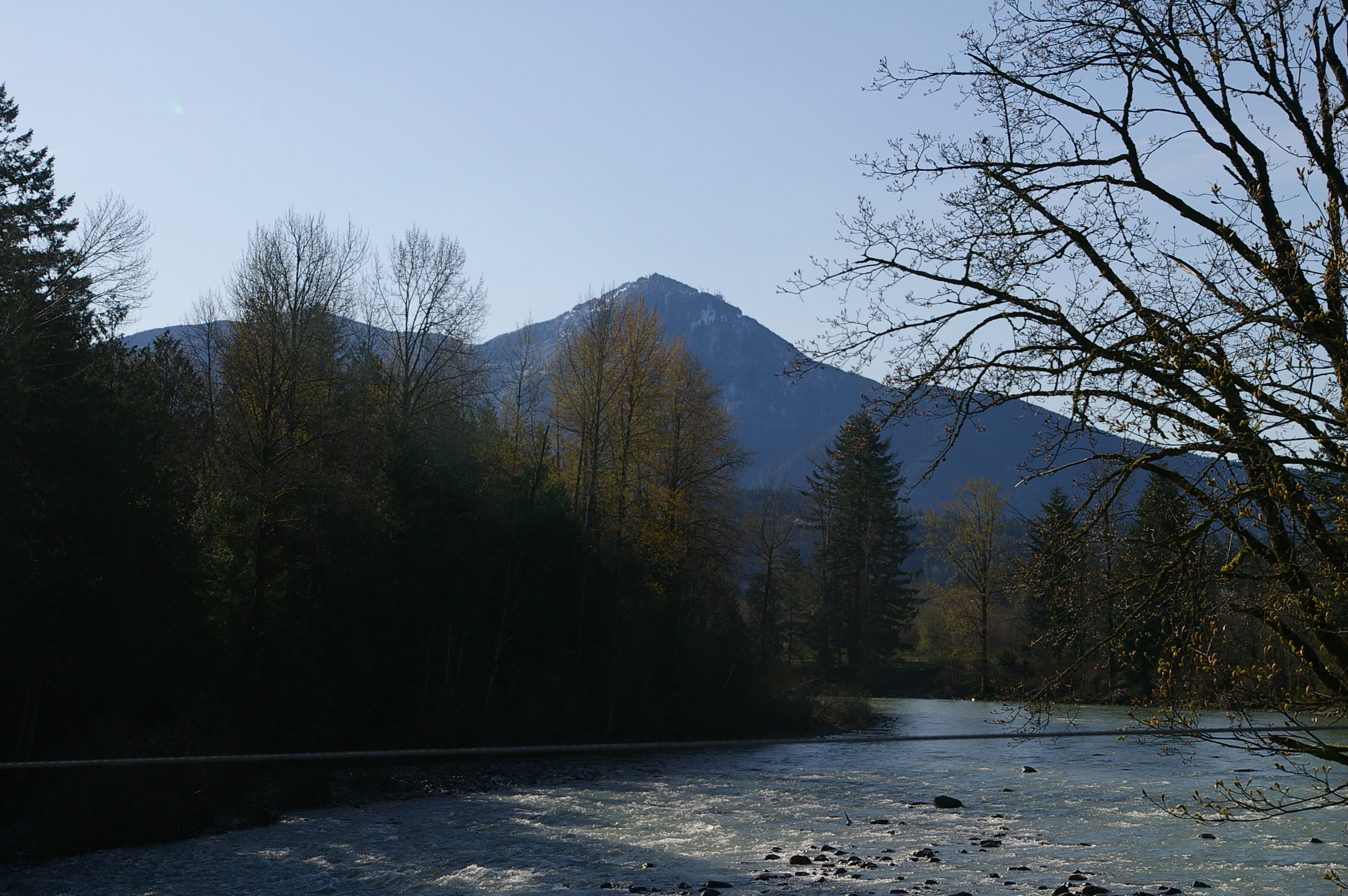
Der Mount Washington vom Middle Fork Snoqualmie River nahe North Bend aus gesehen

Der Mount Washington ist ein kleiner Berg im US-Bundesstaat Washington, etwa 30 mi (48 km) ostsüdöstlich von Seattle an der Interstate 90 gelegen. Er liegt am westlichen Rand der Kaskadenkette gerade oberhalb der Küstenebenen am Puget Sound und südöstlich der Stadt North Bend.
Einst Profile Mountain genannt, wurde der Mount Washington nach einem Kliff umbenannt, das aus einem bestimmten Winkel betrachtet einem Profil von George Washington ähnelt.
Die Wanderung auf den Gipfel des Mt. Washington ist für ihre Aussicht bekannt.  Die Cedar Butte liegt am Westende des Berges.